# Плеврат (царь ардиеев)
Плеврат (др.-греч. Πλευρᾶτος) — царь иллирийского племени ардиеев 340-х годов до н. э.

## Биография

Ориентировочная карта расселения иллирийских племён. Ардиеи проживали на побережье Адриатического моря

Единственное упоминание Плеврата в античных источниках приведено у Дидима в контексте похода македонского царя Филиппа II между 345 и 343 годами до н. э. против племени ардиеев. Этот народ проживал у Ризонского залива на адриатическом побережье Далмации на территории современных северной Албании и Черногории. Причиной этого похода, согласно Диодору Сицилийскому, была давняя ссора с иллирийцами ещё отца Филиппа II Аминты III. Возможно, истинные причины кампании были связаны с резким усилением ардиеев под руководством Плеврата после того как македоняне разбили другие иллирийские племена — дарданов и дассаретов под командованием Бардила, а также грабеев под командованием Граба II.
Кампания против ардиеев запомнилась современникам ранением Филиппа II в голень или ключицу, которое, согласно Дидиму, нанёс лично царь Плеврат. Достоверность данного утверждения вызывает сомнения. Возможно, античный автор, чтобы повысить значимость ранения Филиппа II представил его следствием поединка двух царей. Имя Плеврат было частым в ономастиконе иллирийских царей, в связи с чем, Дидим мог назвать им соперника Филиппа II. Впоследствии Исократ упрекал македонского царя за безрассудство, подчеркнув неоправданный риск непосредственного участия царя в сражении. Вне зависимости о достоверности поединка двух царей, битва македонян с ардиеями была кровопролитной. Среди потерь в войске Филиппа II Дидим выделил 150 раненых всадников-гетайров, наиболее элитного отряда македонян. Также погиб Гиппострат, сын Аминты.
Результатом кампании, согласно Диодору, стало разорение сельской местности ардиеев, захват многих городов и богатая военная добыча, с которой Филипп II вернулся в Македонию. Однако, как отмечают Н. Хаммонд и Г. Гриффит, нет никаких оснований утверждать, что Филипп II достиг побережья Адриатического моря или, что ардиеи вошли в состав Македонии. По мнению историков, после кровопролитного сражения Филипп II предпочёл заключить мир с Плевратом и вернуться домой.
В 337 году до н. э. Филипп II сражался с иллирийским царём Плеврием. Возможно, что Плеврат и Плеврий были одним и тем же человеком. Однако их идентичность не может быть доказанной. Возможно, цари Плеврат и Плеврий лишь носили сходные имена, «как Эдуард и Эдмунд».